# Stoczki (Mazovie)
Pour les articles homonymes, voir Stoczki.
Stoczki (prononciation : [ˈstɔt͡ʂki]) est un village polonais de la gmina de Gielniów dans le powiat de Przysucha de la voïvodie de Mazovie dans le centre-est de la Pologne.
Il se situe à environ 5 kilomètres à l'est de Gielniów (siège de la gmina), 6 kilomètres au nord-ouest de Przysucha (siège de le powiat) et à 96 kilomètres au sud de Varsovie (capitale de la Pologne).

## Histoire
De 1975 à 1998, le village appartenait administrativement à la voïvodie de Radom.